# Bundesautobahn 31
Pour les articles homonymes, voir A31.
La Bundesautobahn 31 (BAB 31, A31 ou Autobahn 31) est une autoroute allemande mesurant 241 kilomètres qui traverse la Basse-Saxe et la Rhénanie-du-Nord-Westphalie. Elle permet de relier Emden à Essen en passant par Leer et Bottrop, tout en longeant la frontière néerlandaise. Elle fait partiellement partie de l’E22 entre l’A28 et l’A280.

## Tracé
L’A31 comporte 42 sorties numérotées de 1 à 42 d’Emden à Essen. Elle croise 4 autoroutes et une voie rapide à statut européen du nord au sud :
- à Leer
- au niveau de Bad Nieuweschans
- au niveau de Meppen
- à Schüttorf
- à Bottrop